# Living in Danger
«Living in Danger» (укр. Життя в небезпеці) — пісня, записана шведською групою Ace of Base. Була випущена у жовтні 1994 року як сьомий і останній сингл з їхнього дебютного альбому Happy Nation (американська версія) і четвертий сингл з їх американського дебютного релізу The Sign (1993). У грудні 1994 року сингл посів 20 місце в американському чарті Billboard Hot 100, а також очолив чарт Billboard Hot Dance Club Play. У рейтингу US Cash Box Top 100 він досяг десятого місця. У січні 1995 року сингл досяг 18 місця в UK Singles Chart. Ace of Base виконав її на першій церемонії MTV Europe Music Awards у Берліні, Німеччина, у 1994 році. Журнал Q включив «Living in Danger» до свого списку «1001 найкраща пісня всіх часів» у 2003 році.
Йонас Берггрен сказав, що ця пісня «про самотнє життя» та порадив слухачам: «Не довіряйте людям надто... ви впораєтеся краще самі». На відміну від цього, Дженні Берггрен описала це як соціальний тиск, який вимагає від нього небезпечної поведінки, як-от куріння та вживання алкоголю.

## Продуктивність чарту
«Living in Danger» стала значним хітом у чартах на кількох континентах, хоча він не досяг такого рівня успіху, як «The Sign» і «Don't Turn Around». У Європі вона потрапила до двадцятки найкращих в Австрії, Ірландії, Шотландії та Великобританії. В останньому 8 січня 1995 року сингл досяг 18 позиції в першому тижні UK Singles Chart. Але в UK Dance Chart він став більшим хітом, досягнувши 11 місця. Крім того, «Living in Danger» увійшов до топ-30 хітів у Бельгії, Німеччині, Нідерландах, Швеції та Швейцарії та до топ-40 хітів у Франції та Ісландії, а також у Eurochart Hot 100. У європейському топ-20 MTV пісня посіла шосте місце. За межами Європи вона увійшла до топ-10 у Канаді, досягнувши сьомого місця в чарті RPM Top Singles і ввійшовши до топ-20 у US Billboard Hot 100. Він також посів перше місце в чарті Billboard Dance Club Songs і десяте місце в Cash Box Top 100.

## Живі виступи
Ace of Base виконали пісню «Living in Danger» на першій церемонії вручення музичних нагород MTV Europe Music Awards, що відбулася в Німеччині в 1994 році. Вони виступали перед Бранденбурзькими воротами Берліна. Гурт також був номінований на найкращу кавер-версію свого попереднього хіта "Don't Turn Around" цього ж року.

## Музичне відео
Супровідний музичний кліп на пісню «Living in Danger» був знятий шведським режисером Меттом Бродлі в Kungsträdgårdens tunnelbana, підземній станції метро в Стокгольмі, Швеція, у вересні 1994 року. У грудні 1994 року він був включений до списку MCM у Франції, а пізніше опублікований на офіційному YouTube каналі Ace of Base у січні 2015 року. Станом на липень 2025 року відео зібрало понад 33 мільйони переглядів. Раніше Бродлі був режисером відео на "All That She Wants", "Happy Nation" і "Don't Turn Around".

## Персоналії
- Вокал Лінн Берггрен. Реп Ульфа Екберга
- Бек-вокал Дженні Берггрен, Джон Баллард.
- Автор Йонас Берггрен Ульф Екберг
- Продюсери Томмі Екман і Пер Адебратт
- Попереднє виробництво: Йонас Берггрен і Ульф Екберг, TOEC
- Записано на Tuff Studios, Гетеборг